# Oreocarya bakeri
Oreocarya bakeri är en strävbladig växtart som beskrevs av Edward Lee Greene. Oreocarya bakeri ingår i släktet Oreocarya och familjen strävbladiga växter. Inga underarter finns listade i Catalogue of Life.